# Бурчеї
Бурчеї (італ. Burcei, сард. Burcei) — муніципалітет в Італії, у регіоні Сардинія,  провінція Кальярі.
Бурчеі розташоване на відстані близько 390 км на південний захід від Рима, 27 км на північний схід від Кальярі.
Населення — 2829 осіб (2014).

## Демографія
Населення за роками:

Станом на 1 січня 2023 року в муніципалітеті офіційно проживало 19 іноземців з 6 країн, серед них 5 громадян країн Євросоюзу та 1 громадянин України.

## Сусідні муніципалітети
- Сан-Віто
- Сіннаі
- Віллазальто